# Bâtiment Roentgen
Le bâtiment Roentgen (en italien : Edificio Roentgen) est un bâtiment dans le campus de l'université Bocconi à Milan en Italie.

## Histoire
Le bâtiment, conçu par l'agence d'architecture irlandais Grafton Architects des architectes Yvonne Farrell and Shelley McNamara comme nouveau bâtiment pour l'université Bocconi, est achevé en 2008. Il a gagné le prix World Building of the Year 2008.

## Description
L'exterieur du bâtiment est monumental et monolithique.